# Некропола са стећцима Мраморје
Некропола са стећцима Мраморје у Буђи је национални споменик Босне и Херцеговине. Налази се надомак Пала у Републици Српској. Некропола се састоји од најмање 127 стећака из периода 15. и 16. века.

## Опис добра
Приликом истраживачких радова из 2010. године евидентирано је 127 стећака и гробова. По положају монолита највише су заступљени сандуци, плоче и сљемењак. Карактеристично за некрополу са стећцима Мраморје је да су сви споменици израђени из једног комада камена. Велики део стећака смештених у централном делу некрополе постављени су на камен.

## Степен заштите
Некропола са стећцима Мраморје у Буђи нису били уписани у Регистар споменика културе Социјалистичке Републике Босне и Херцеговине. Земаљски музеј Босне и Херцеговине је предесетих година 20. века вршио испитивање, мапирање и проучавање некропола и стећака у Босни и Херцеговини. Некропола је у Просторном плану БиХ до 2000. године била уврштена као споменик III категорије. Комисија за очување националних споменика у Босни и Херцеговини је, крајем октобра 2010. године, прогласила историјско подручје — некрополу са стећцима националним спомеником.